# Sidi Bou Said
Sidi Bou Said (árabe: سيدي بو سعيد  Sidi Bou Saïd), es un pueblo costero situado a unos 20 km de la ciudad de Túnez, capital de la gobernación de Túnez a la que pertenece. Pequeños comercios  coloridos en blanco y azul. Sus pintorescas calles venden artesanías de cerámica, platos de latón grabados con bajorrelieves, etc.

## Historia
El nombre del pueblo significa literalmente "Mi señor padre del feliz" siendo Sidi "mi señor o maestro" en árabe andalusí, Bou es un elemento de la onomástica árabe que significa "padre de" y Said un nombre que significa "feliz". Fue bautizado en honor al erudito tunecino Abu Saïd Khalaf Ibn Yahya el-Tamimi el-Béji, alias Sidi Bou Saïd, quien hacia el final de su vida, se retiró a una colina,  que domina el Cabo de Cartago cerca del pueblo,  para hacer guardia y enseñar el sufismo. Fue apodado entonces "Maestro de los Mares" por la protección que los marineros que navegaban cerca del sitio pensaban que estaban recibiendo.
El pueblo destaca por las sus casas, de arquitectura árabe-andalusí y que son deslumbrantemente blancas con puertas y ventanas azules, están dispersas al azar a lo largo de callejones sinuosos. Una meca turística en los colores del Mar Mediterráneo, catalogada desde 1915, el sitio es apodado el "pequeño paraíso blanco y azul". Éste colorido estilo tradicional está presente en otros lugares de la región como Chauen o Tetuán.
El pueblo también alberga el Centro de Música Árabe y Mediterránea en el palacio de Rodolphe d'Erlanger. Barón franco-británico que aprobó el decreto del 28 de agosto de 1915, esta ley al mismo tiempo que garantiza la protección del pueblo, impone a todos los habitantes de la localidad a pintar y mantener sus casas de color blanco y de color azul y prohíbe cualquier construcción anárquica. Contribuyó en gran medida a la notoriedad del sitio al revalorizar la arquitectura tradicional tunecina. D'Erlanger era pintor, orientalista y escritor sobre la música árabe y del Magreb.

## Galería

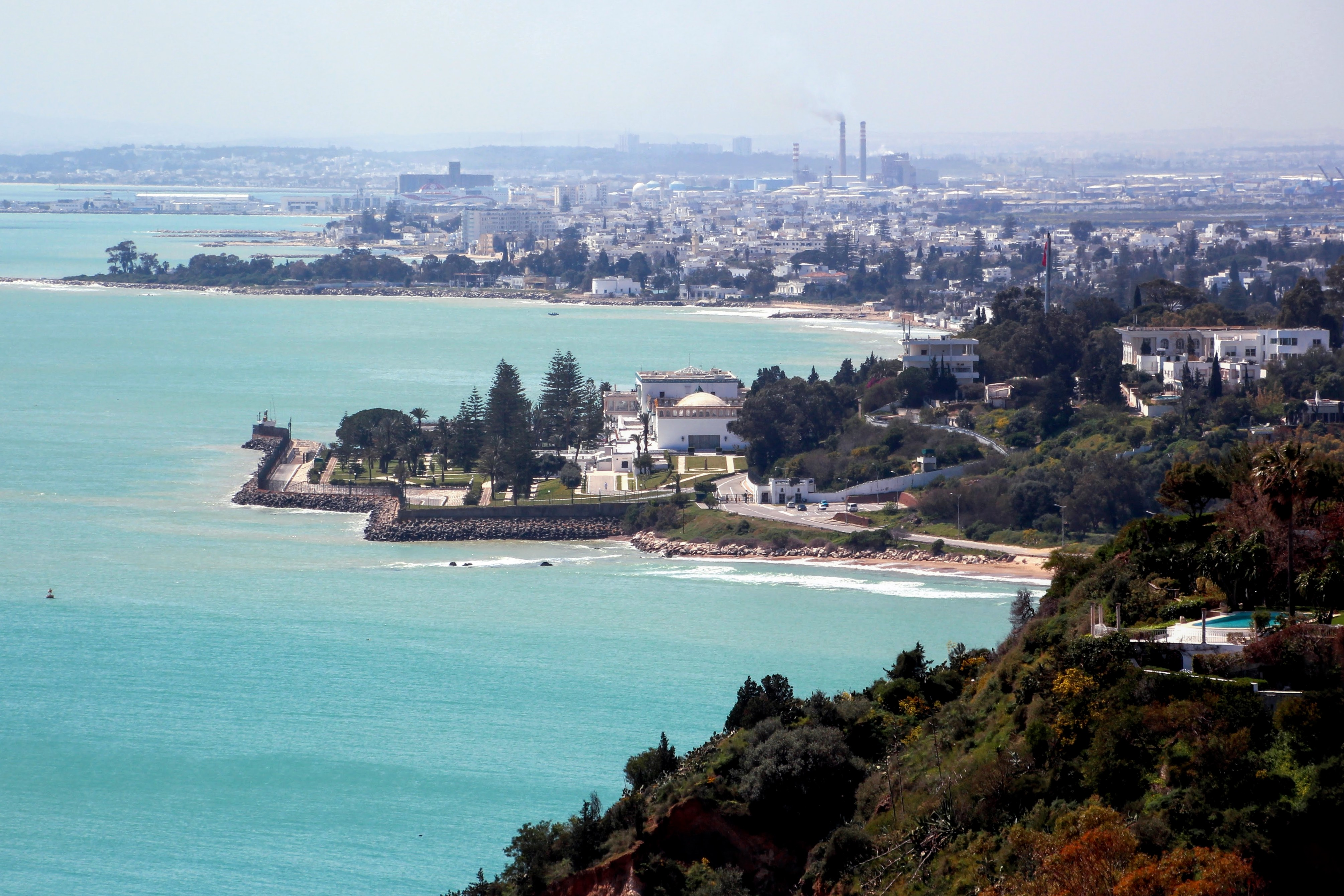
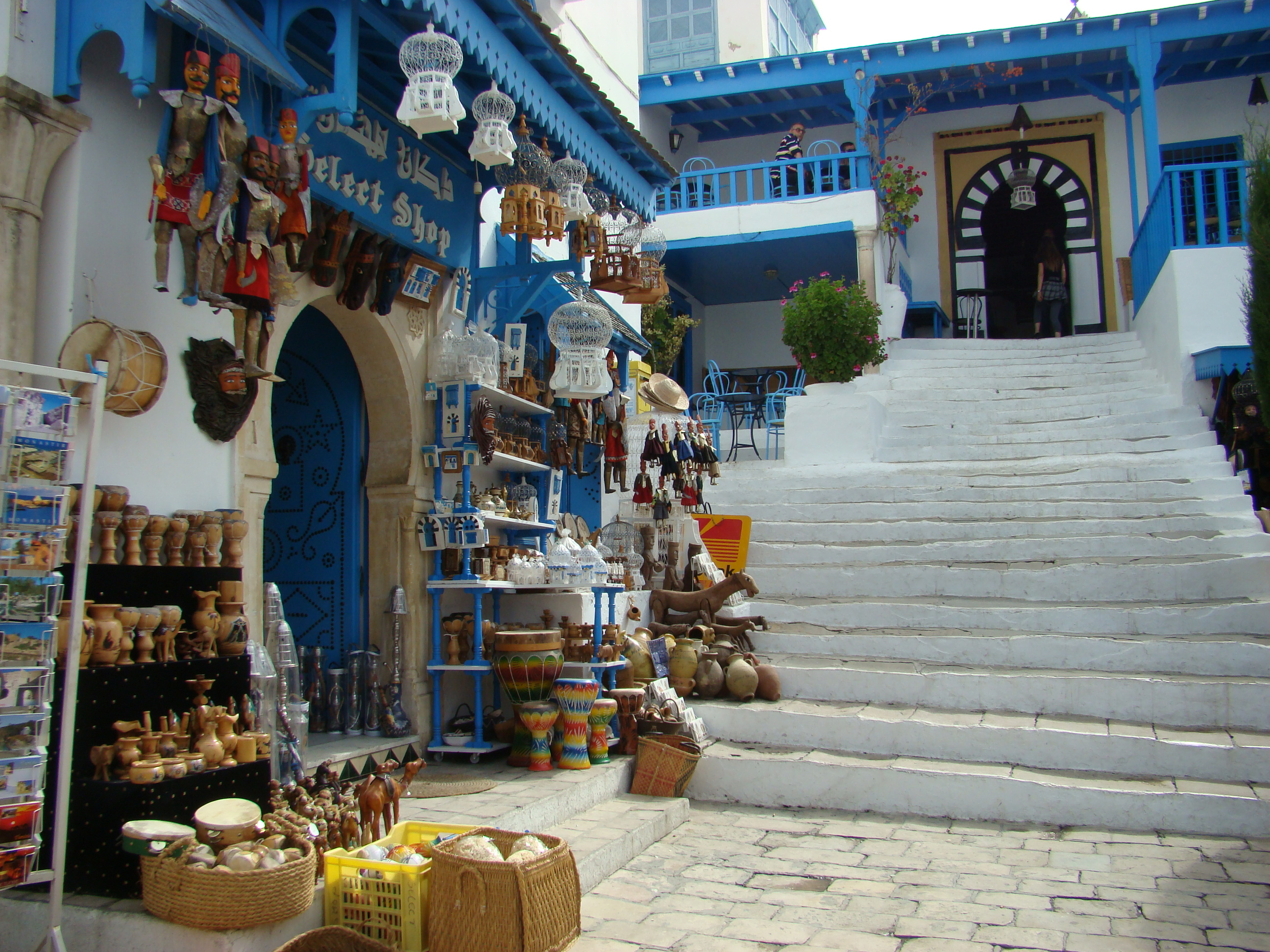
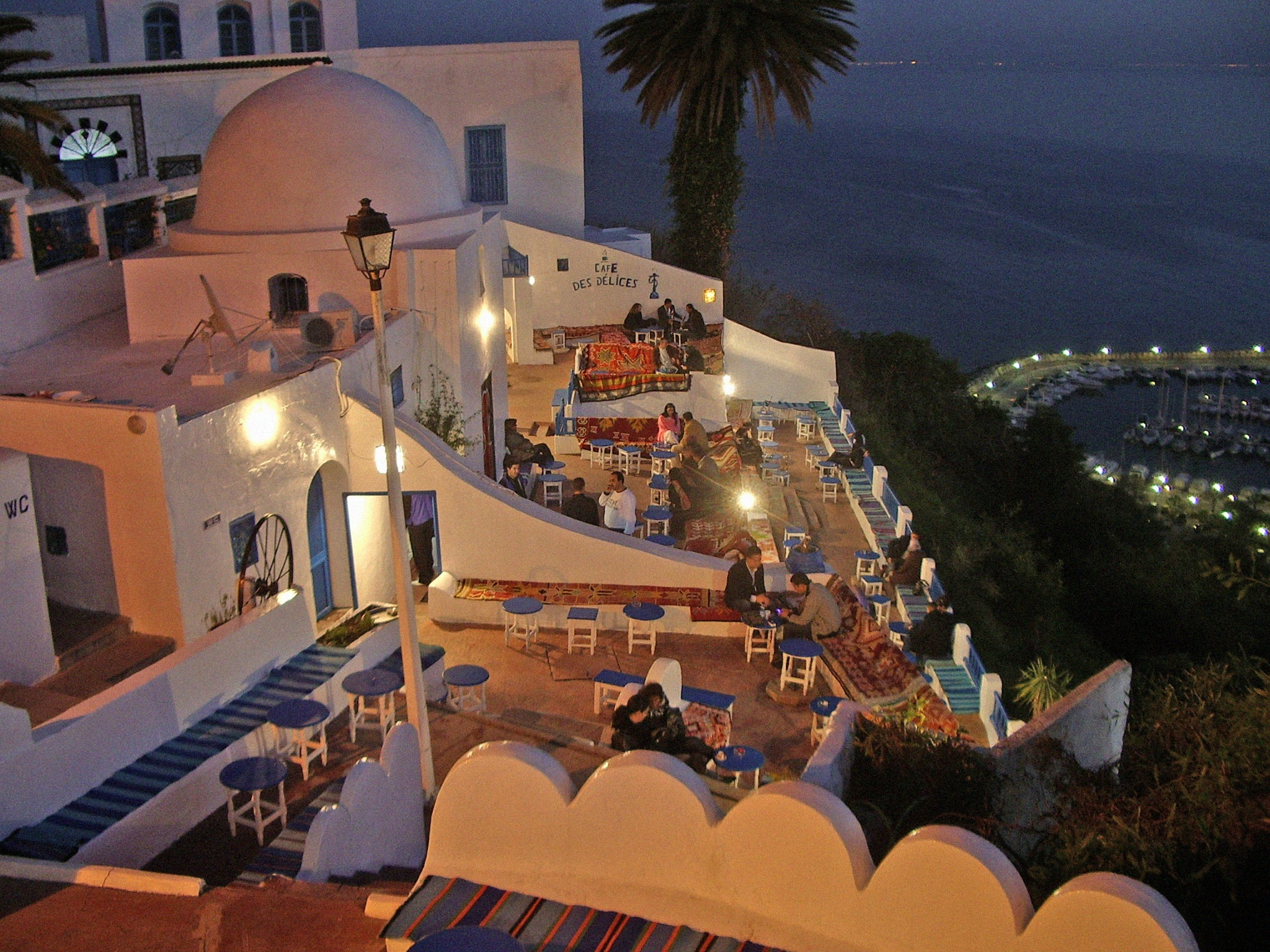
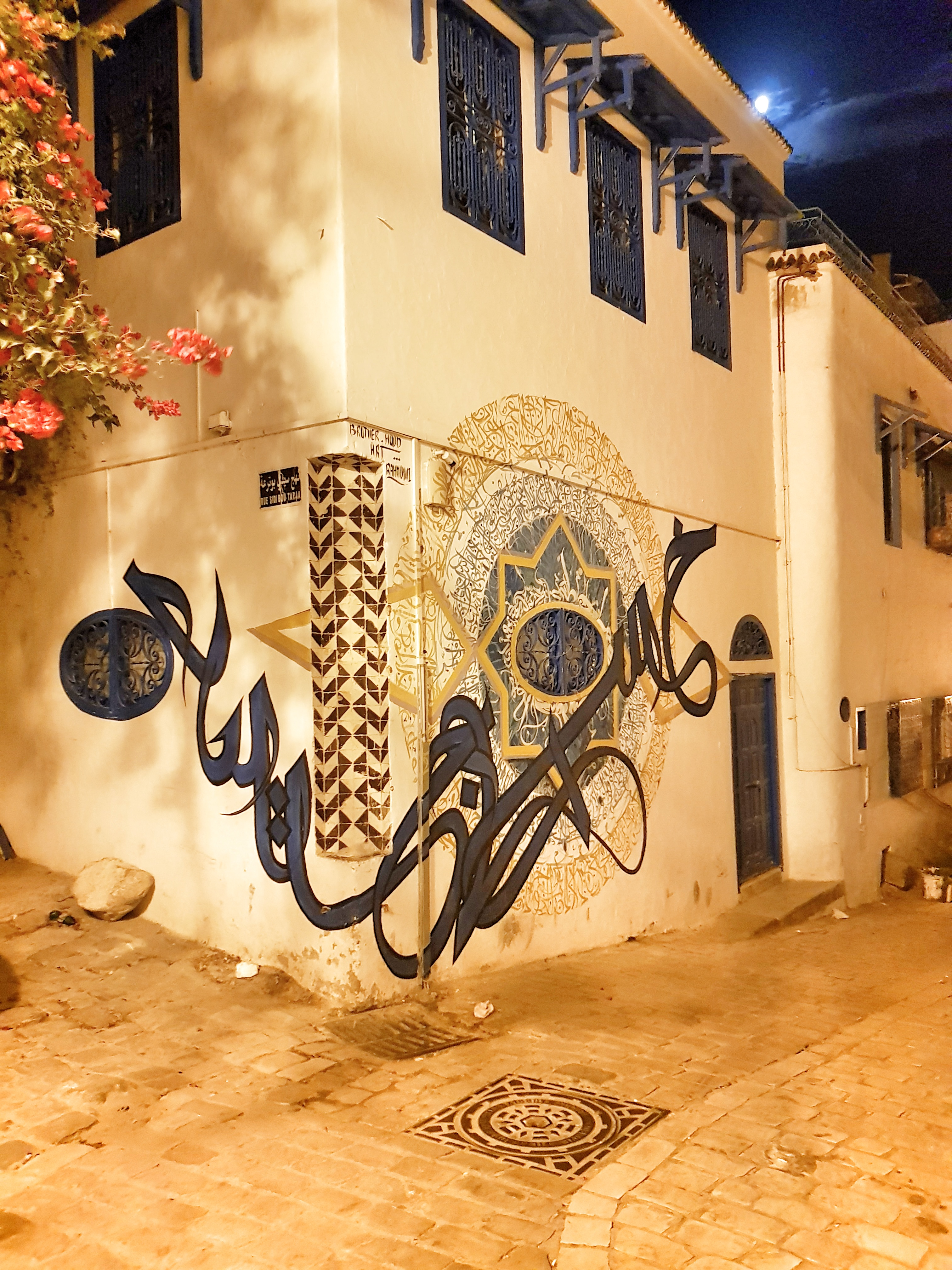
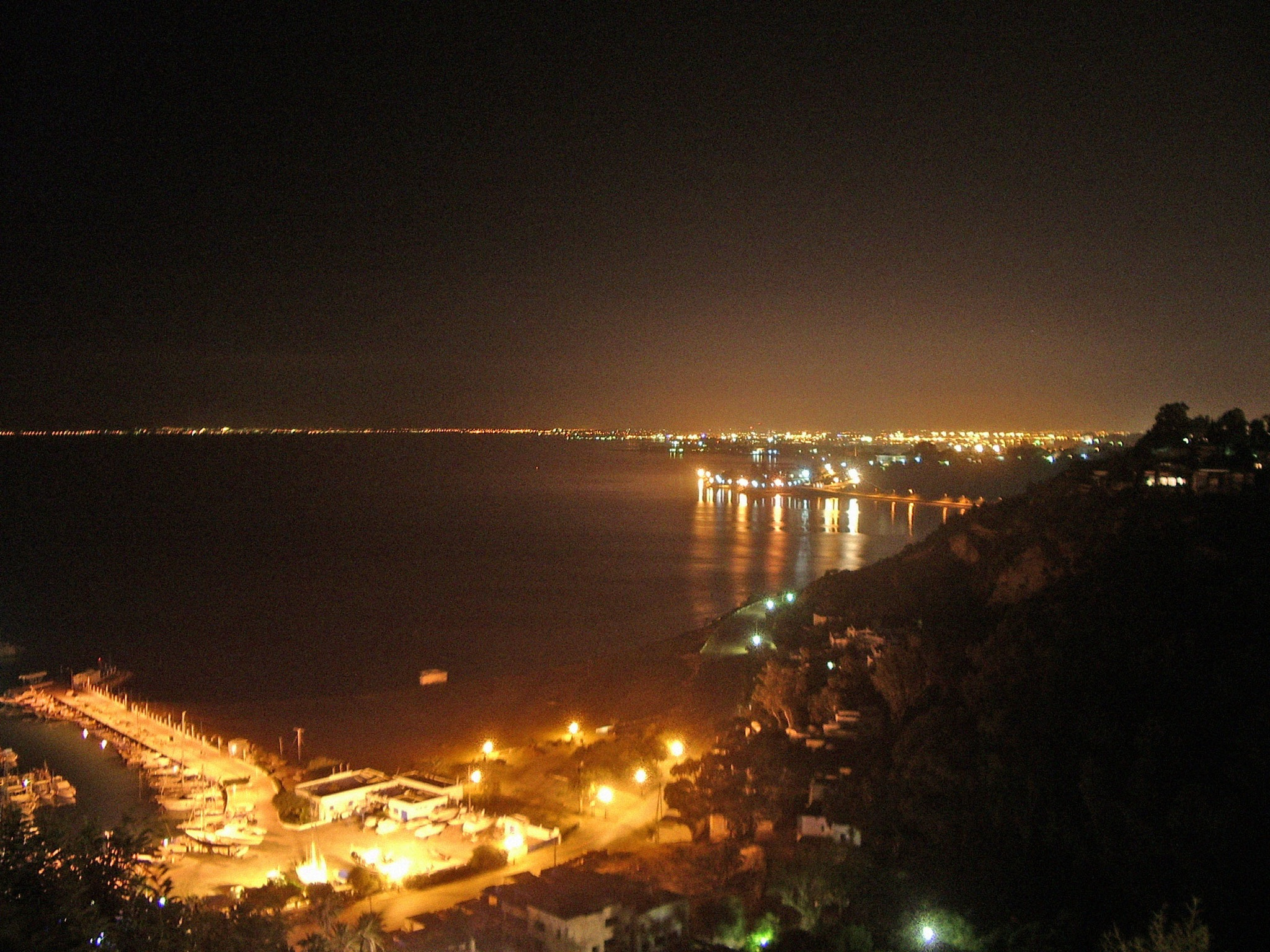
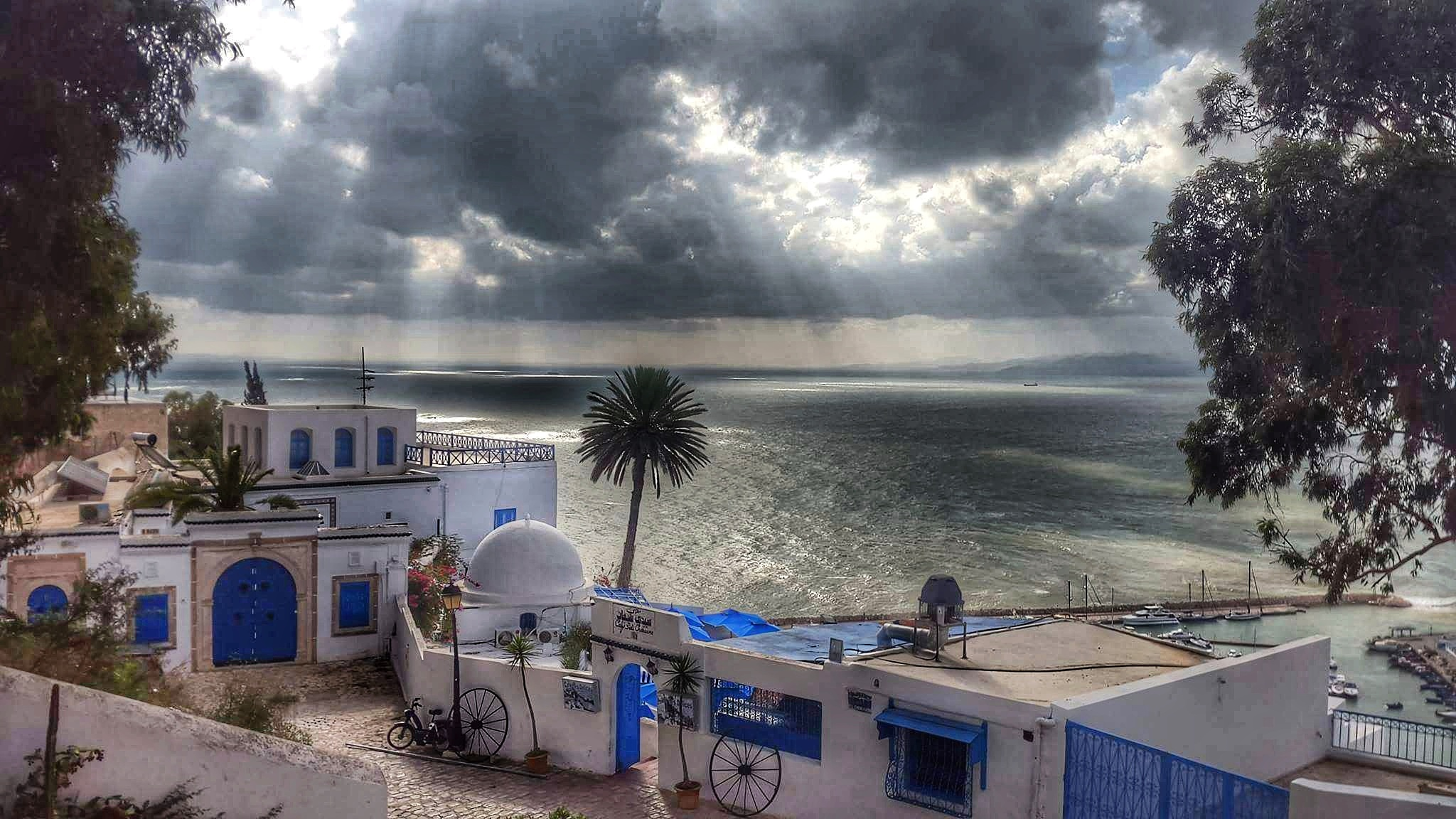
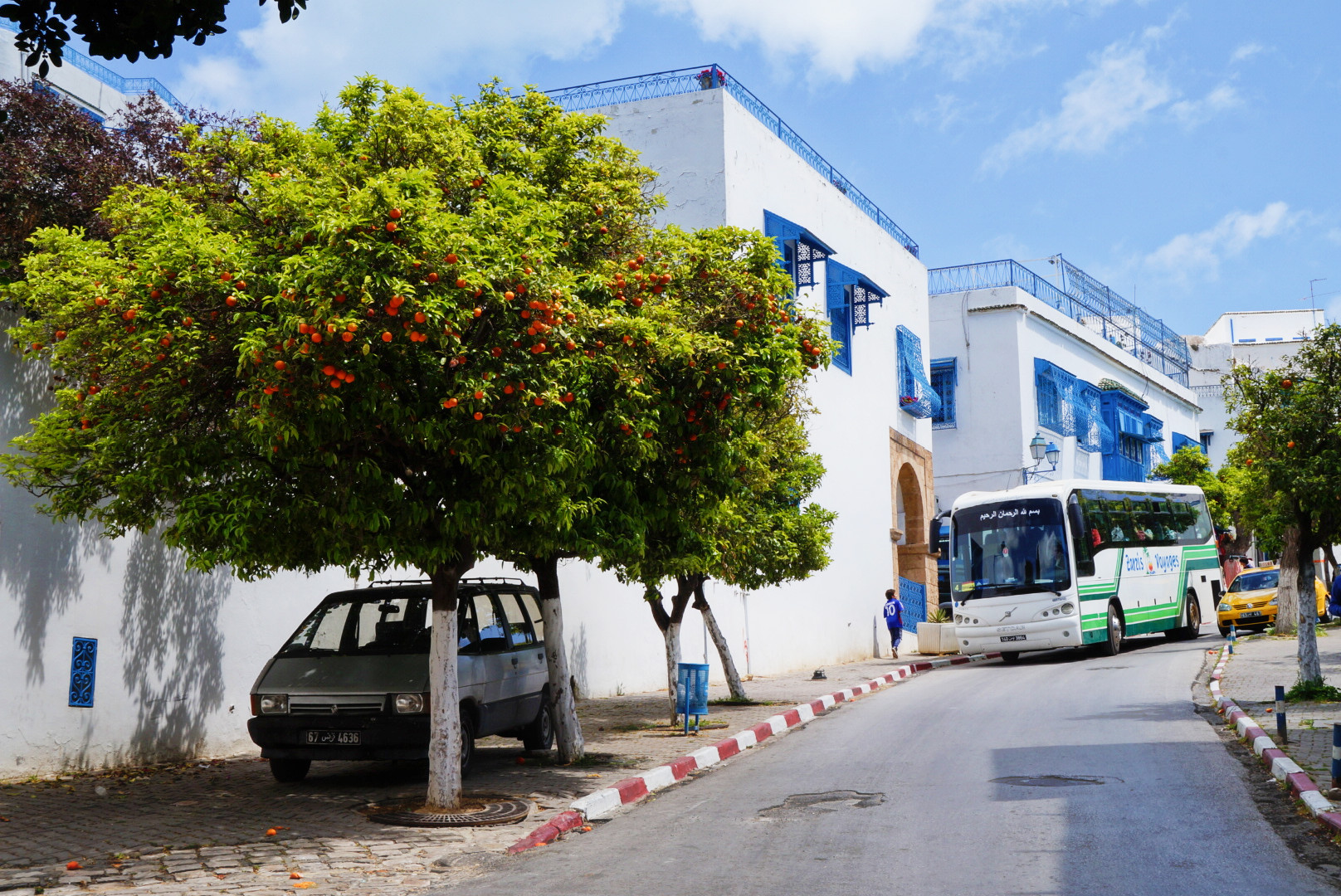
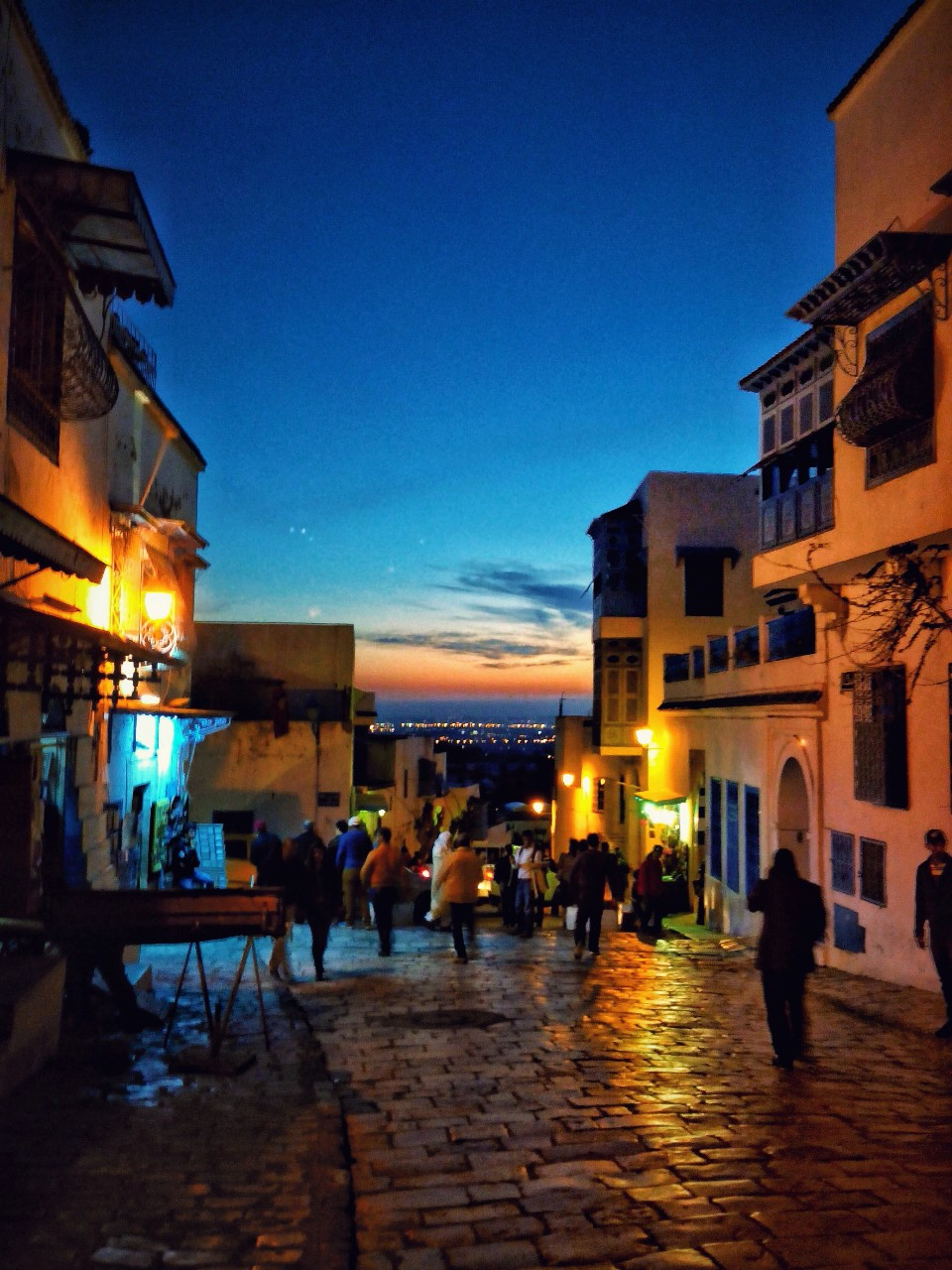
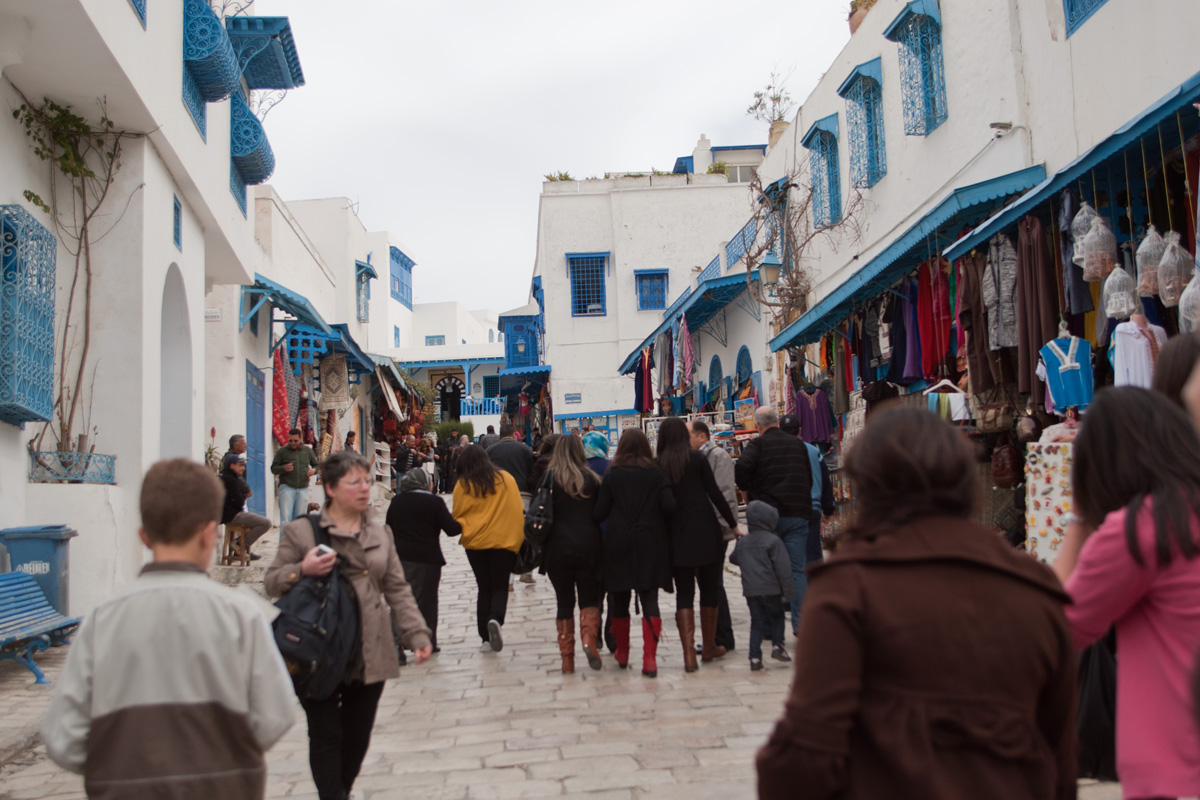
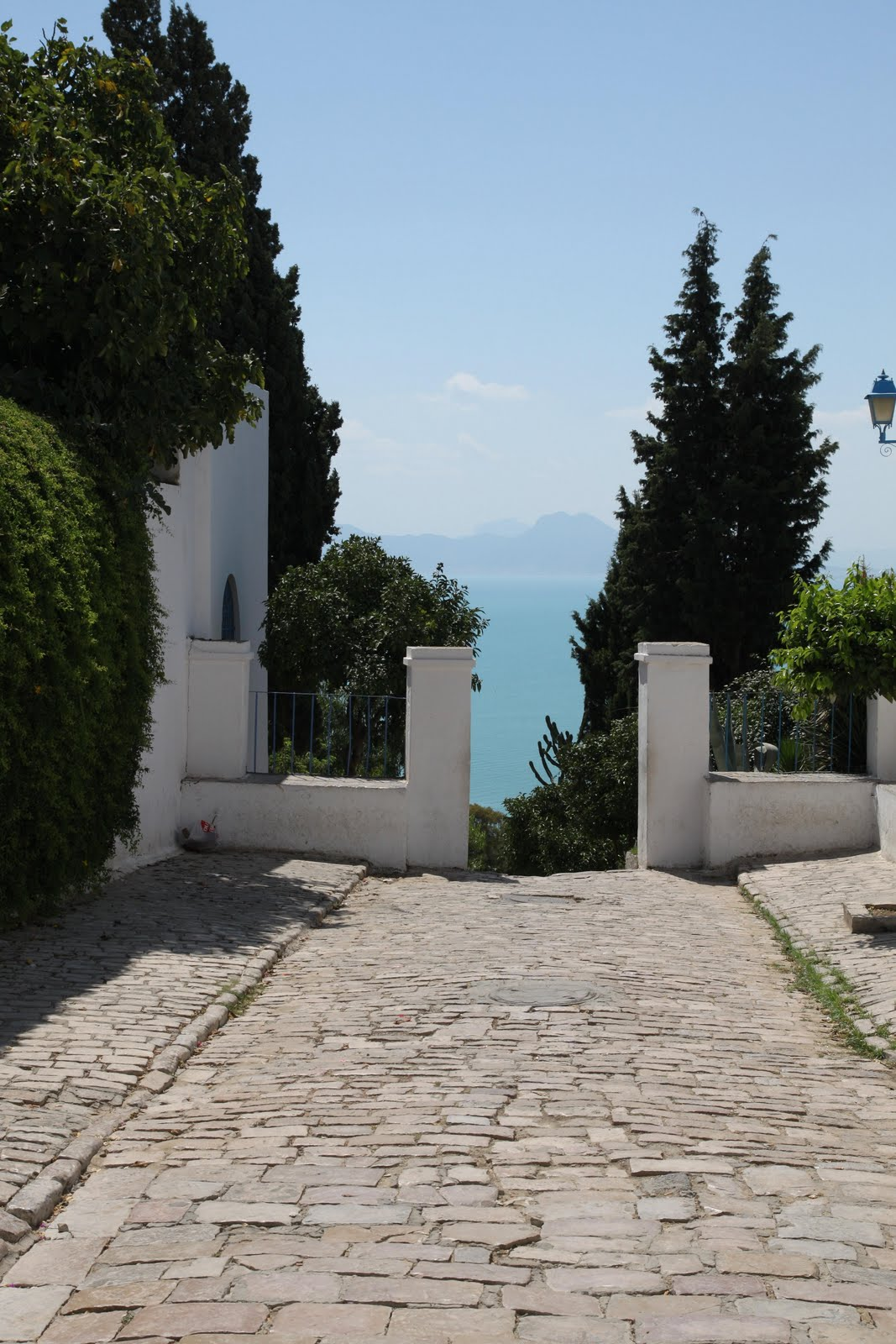
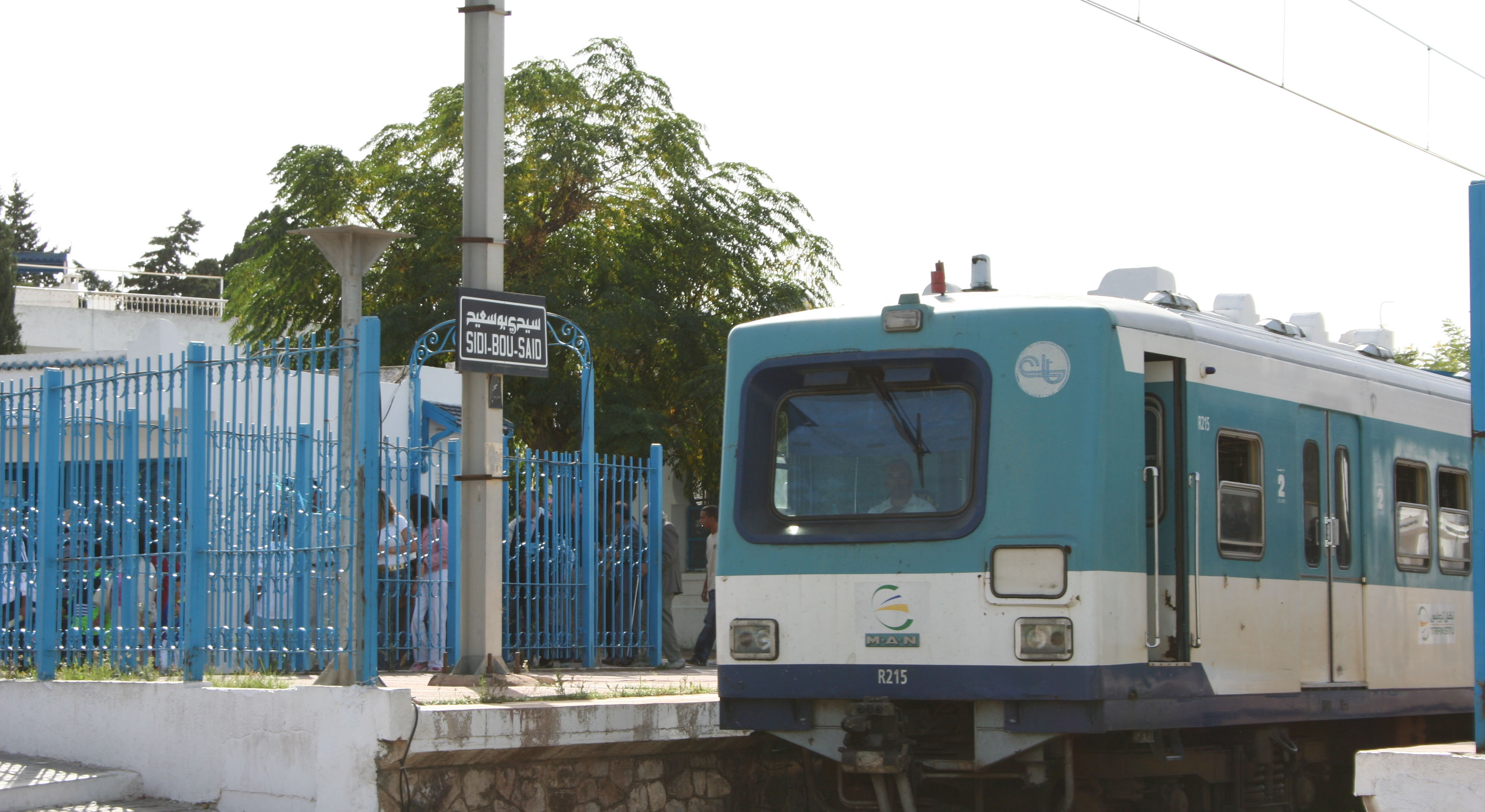

## Localidades limítrofes
- Cartago (ciudad de la antigüedad)
- La Marsa

## Monumentos
- Dar Annabi
- Mezquita-Zaouia de Sidi Bou Said, construida por Hussein Bey I
- Palacio del Barón Erlanger.